# Максимов, Иван Фёдорович
Иван Федорович Максимов (май 1894, Глебовка, Тульской губернии — 16 апреля 1939, Коммунарка) — советский военный деятель.

## Биография

### Участие в Первой мировой войне и революции
В 1915 году призван в армию. После окончания в 1916 году школы прапорщиков в Ташкенте направлен в 13-й Белостокский пехотный полк. После Февральской революции избран в полковой комитет. После Октябрьской революции — председатель комитета 13-пехотной дивизии и член комитета 6-й армии Румынского фронта. Подпоручик.

### Участие в Гражданской войне
В 1918 году вступил в ВКП(б). Занимал должности в РККА:
- командир батальона при Московском военкомате (май-июль 1918)
- военный руководитель Лысьвенско-Кузинского направления 3-й армии (июль-август 1918)
- помощник командующего и врид командующего 2-й армии (август-декабрь 1918)

С января 1919 года слушатель Академии Генарального штаба. Во время учёбы исполнял должности начальника штаба 39-й, 40-й и 46-й стрелковых дивизий.

### После Гражданской войны
В 1921 году окончил Военную академию РККА и назначен начальником 3-й стрелковой дивизии. Затем в 1922—1927 годах последовательно занимал должности командира 18-й Ярославской стрелковой дивизии, начальника 2-го отдела Управления строевого и по укомплектованию войск, начальника 1-го отдела Строевого управления Главного управления РККА, командира 48-й Каширо-Тверской стрелковой дивизии (декабрь 1926 — январь 1929).
В 1928 году окончил КУВНАС при Военной академии имени М. В. Фрунзе. С января 1929 года заместитель начальника штаба Сибирского военного округа, а января 1930 — начальник Военно-топографического управления РККА. В 1937 году военный советник в республиканской Испании. Комдив. Награждён Орденом Красного Знамени (1922) и Орденом Ленина (1937).

### Арест и гибель
Арестован 15 октября 1938 года, обвинен в военном заговоре и приговорен к расстрелу. Приговор приведен в исполнение 16 апреля 1939 года. Реабилитирован 30 мая 1956 года.